# Thống Nhất Stadium
Das Thống Nhất Stadium (vietnamesisch Sân vận động Thống Nhất) ist ein multifunktionelles Stadion in Ho-Chi-Minh-Stadt, Vietnam. Es wird hauptsächlich für Fußballspiele verwendet und ist das Heimstadion von Sài Gòn FC und Hồ Chí Minh City FC, die beide in der V.League 1 spielen. Das Stadion hat eine Kapazität von 25.000 Sitzplätzen.

## Geschichte
Im Jahr 1964 wurde hier (zu diesem Zeitpunkt hatte das Stadion noch den Namen Cộng Hòa Stadium) die U-20-Fußball-Asienmeisterschaft ausgetragen.
Die vietnamesische Fußballnationalmannschaft spielte im Zuge der Qualifikation zur Fußball-Asienmeisterschaft 2019 ein Qualifikationsspiel im Stadion gegen die Mannschaft aus Jordanien, das mit 0:0 endete.
Hier wurde außerdem die U-19-Fußball-Asienmeisterschaft der Frauen 2011 ausgetragen.